# Krauthobel
Krauthobel ist eine Vorarlberger Mundartband aus Schruns.

## Geschichte
1984 gründeten die vier Montafoner Musiker Jürgen Ganahl, Bernd Tagwerker, Bernd Schnetzer und Christoph Bitschnau die Band impression. Im Jahre 1987 nahmen sie am größten europäischen Musikwettbewerb, dem popodrom, teil. Sie errangen den Jury- sowie den Publikumssieg.
Infolgedessen erhielt die Band impression einen Plattenvertrag der cbs und wurden zum Vorarlberger des Jahres gewählt.
Während der Vorbereitung auf die zweite oshin-CD im Jahre 1993 entstanden verschiedene Texte im Montafoner Dialekt, welche nebenbei aufgeschrieben wurden, was zu der Gründung von Krauthobel führte.
Das Album Di Drett wurde von einer österreichischen Fach- und Publikumsjury zur besten österreichweiten CD des Jahres 1999 gewählt.

## Alben im Montafoner Dialekt
- 1994: die Beschta of dr Wält
- 1996: Negl möt Köpf
- 1999: Di Drett
- 2003: Im Tobel 2
- 2004: Gigagampfa
- 2006: Live z’schru
- 2008: Generator III
- 2013: Fifoldera
- 2016: Zalbander